# Bjørn Aamodt
Bjørn Aamodt (24 tháng 2 năm 1944 - 29 tháng 4 năm 2006) là một thủy thủ, công nhân công nghiệp và nhà thơ người Na Uy.

## Tiểu sử
Bjørn Aamodt sinh ra ở Bærum và mất ở Oslo, Na Uy. Ông tốt nghiệp artium tại Valler Gymnasium vào năm 1962, sau đó theo học tâm lý học tại Đại học Oslo và tốt nghiệp năm 1975. Từ năm 1962 đến năm 1972, Aamodt là một thủy thủ và công nhân đóng tàu. Sau đó, ông được tuyển dụng làm công nhân vận hành cần cẩu và công nhân kim loại.
Ông ra mắt văn học với tập thơ Tilegnet vào năm 1973. Aamodt đã được trao giải Gyldendal's Endowment cùng với Kjersti Scheen vào năm 1994, giải Halldis Moren Vesaas năm 1997 và giải Dobloug năm 2003. Ông hai lần được đề cử cho Giải thưởng Văn học của Hội đồng Bắc Âu vào năm 1995 cho ABC và một lần nữa vào năm 1998 cho Anchorage.

## Tác phẩm chọn lọc
- Tilegnet  - 1973
- Knuter, Mulm og andre dikt  - 1980
- Stå  - 1990
- ABC - 1994
- Anchorage  - 1997
- Atom  - 2002
- Arbeidsstykker og atten tauverk   - 2004
- Avskjed  - 2010